# Mariona Fernández i Palou
Maria Fernández i Palou (Torelló, 1964), més coneguda com a Mariona Fernández, és una escriptora, comissària, crítica d'art i promotora cultural catalana.

## Biografia
Als 18 anys va anar a viure a Barcelona, on es va formar com a bibliotecària a la Universitat de Barcelona, tot i que només n'ha exercit esporàdicament.
Va treballar a la Fundació Miró. Va ser coordinadora del Festival Primavera Fotogràfica a Barcelona, de 1987 a 1998, mentre es dedicava a la producció d'exposicions al Centre d'Art Santa Mònica de Barcelona. Entre 2003 i 2007 va ser Tècnic d'arts visuals al Centre de Documentació de l'Àrea d'Arts Visuals de la Generalitat de Catalunya. Del 2008 al 2010 va dirigir el Festival de Fotografia de Tarragona (SCAN).
Des del 2010 és la impulsora, juntament amb Josep Maria Fontserè, del projecte Talleres islados, d'estades i tallers culturals a Menorca.
Fou parella del director teatral Jordi Mesalles, mort el 2005.

## Obra
- Hermosa, el capità i les nines russes. Barcelona: Edicions Saldonar, 2010 ISBN 9788493780005

L'autora escriu, com un dietari, pensaments que miren d'entendre la personalitat del Capità (Jordi Mesalles) i la seva mort per suïcidi.